# Station Chelsfield
Chelsfield is een spoorwegstation van National Rail in Bromley in het zuidoosten van Groot-Londen, Engeland. Het station is eigendom van Network Rail en wordt beheerd door Southeastern. 
Het station werd geopend op 2 maart 1868, samen met de lijn waarop het ligt, door de South Eastern Railway. De lijn moest de afstand Londen - Dover verkorten.